# Viktorija Nikišina
Viktorija Aleksandrovna Nikišina (in russo Виктория Александровна Никишина?; Mosca, 9 settembre 1984) è una schermitrice russa, vincitrice di una medaglia d'oro nella scherma ai giochi olimpici.

## Palmarès
In carriera ha conseguito i seguenti risultati:
- Giochi olimpici:

Pechino 2008: oro nel fioretto a squadre.
- Mondiali di scherma

L'Avana 2003: argento nel fioretto a squadre.
- Europei di scherma

Mosca 2002: bronzo nel fioretto a squadre.
Bourges 2003: bronzo nel fioretto a squadre.
Copenaghen 2004: argento nel fioretto a squadre.
Zalaegerszeg 2005: argento nel fioretto a squadre e bronzo individuale.
Kiev 2008: oro nel fioretto a squadre.